# 宇治市
宇治市（日语：／ Uji shi */?）是位於日本京都盆地東南部，京都市南側的城市，以世界遺產寺廟平等院及宇治抹茶而聞名，也是源氏物語第三部宇治十帖的主要故事地點。現為京都府管轄，是該府人口第二大的城市，僅次於京都市。
轄區東半部為山區及丘陵地，西部為沖積平原，宇治川自東南向西北從轄區中央通過。

## 人口
| 宇治市人口分布圖 |                                               |  |
| 宇治市與日本全國年齡別人口分布比較圖 （2005年資料） | 宇治市的年齡、男女別人口分布圖 （2005年資料） |  |
| ■紫色是宇治市 ■綠色是全国 | ■藍色是男性 ■紅色是女性                       |  |
| 宇治市人口變化 \| 1970年 \| 103,497人 \| \| \| 1975年 \| 133,405人 \| \| \| 1980年 \| 152,692人 \| \| \| 1985年 \| 165,411人 \| \| \| 1990年 \| 177,010人 \| \| \| 1995年 \| 184,830人 \| \| \| 2000年 \| 189,112人 \| \| \| 2005年 \| 189,591人 \| \| \| 2010年 \| 189,609人 \| \| \| 2015年 \| 184,678人 \| \| \| 2020年 \| 179,630人 \| \| |                                               |  |
| 資料來源：日本總務省統計中心提供之人口普查數據 |                                               |  |
| 1970年 | 103,497人                                     |  |
| 1975年 | 133,405人                                     |  |
| 1980年 | 152,692人                                     |  |
| 1985年 | 165,411人                                     |  |
| 1990年 | 177,010人                                     |  |
| 1995年 | 184,830人                                     |  |
| 2000年 | 189,112人                                     |  |
| 2005年 | 189,591人                                     |  |
| 2010年 | 189,609人                                     |  |
| 2015年 | 184,678人                                     |  |
| 2020年 | 179,630人                                     |  |

## 歷史
在令制國時代此地屬於山城國，宇治川以東區域屬於宇治郡，以西區域屬於久世郡。由於此地過去是京都通往日本東部的通道，約在7世紀時，即在此地架設了宇治橋以利來往的人通過宇治川，同時藤原氏也開始在此地興建莊園，十一世紀時藤原賴通改建其父別院為平等院。當時的文學盛行，源氏物語的宇治十帖也正是誕生於此時期。
之後京都貴族勢力開始衰退，武家開始介入政治，在源義仲與源賴朝之間曾在此發生宇治川之戰。
14世紀後，宇治的茶葉開始盛行，宇治茶的名聲為當地帶動了發展，但在16世紀末豐臣秀吉興建伏見城時，同時進行的太閤堤造成宇治川的水道改變，使得伏見成為水運物流的中心，此後宇治便失去的水運交通的優勢。
在江戶時代宇治川以西沿岸區域為幕府直屬領地，其他區域則大多為皇室或皇室相關門跡的領地，1868年幕府結束新政府成立後，隸屬新成立的京都裁判所，同年也改設為京都府。
1889年實施町村制，現在宇治市的範圍在當時分屬宇治町、槇島町、小倉村、大久保村、笠取村、宇治村；這六個行政區域在1951年合併為現在的宇治市。
1960年代開始由於成為京阪神地區的通勤城市，興建了大量的住宅，人口開始快速增加，1979年8月人口即突破15萬人，1998年9月更突破了19萬人，但此後隨著日本總人口成長的減緩，人口也不再成長。

### 變遷表
| 1889年4月1日 | 1889年 - 1926年 | 1926年 - 1944年       | 1945年 - 1954年     | 1955年 - 1989年     | 1989年 - 现在       | 现在                |
| ------------ | --------------- | --------------------- | ------------------- | ------------------- | ------------------- | ------------------- |
| 宇治村       | 宇治村          | 1942年4月1日 东宇治町 | 1951年3月1日 宇治市 | 1951年3月1日 宇治市 | 1951年3月1日 宇治市 | 1951年3月1日 宇治市 |
| 笠取村       |                 | 1942年4月1日 东宇治町 | 1951年3月1日 宇治市 | 1951年3月1日 宇治市 | 1951年3月1日 宇治市 | 1951年3月1日 宇治市 |
| 宇治町       |                 |                       | 1951年3月1日 宇治市 | 1951年3月1日 宇治市 | 1951年3月1日 宇治市 | 1951年3月1日 宇治市 |
| 槇岛村       |                 |                       | 1951年3月1日 宇治市 | 1951年3月1日 宇治市 | 1951年3月1日 宇治市 | 1951年3月1日 宇治市 |
| 小仓村       |                 |                       | 1951年3月1日 宇治市 | 1951年3月1日 宇治市 | 1951年3月1日 宇治市 | 1951年3月1日 宇治市 |
| 大久保村     |                 |                       | 1951年3月1日 宇治市 | 1951年3月1日 宇治市 | 1951年3月1日 宇治市 | 1951年3月1日 宇治市 |

## 交通

### 鐵路
宇治市內共有四條鐵路或地下鐵路線，皆可通往京都市市區，但使用人數最多的車站並非名為「宇治」的西日本旅客鐵道宇治車站或京阪電氣鐵道宇治車站，而是近畿日本鐵道的大久保車站。
- 西日本旅客鐵道
  - 奈良線：（京都市） - 六地藏車站 - 木幡車站 - 黃檗車站 - 宇治車站 - JR小倉車站 - 新田車站 - （城陽市→）

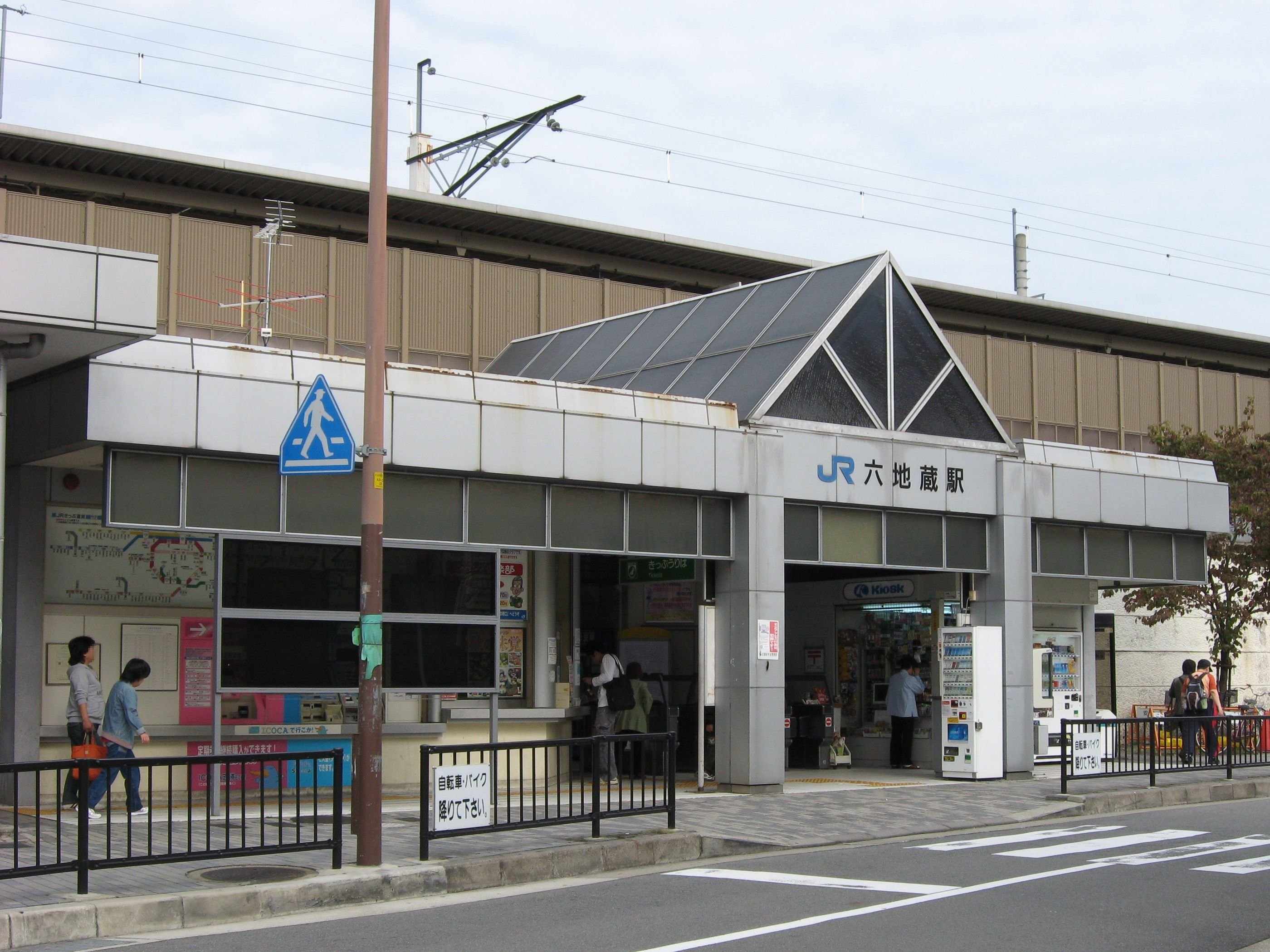
六地藏車站
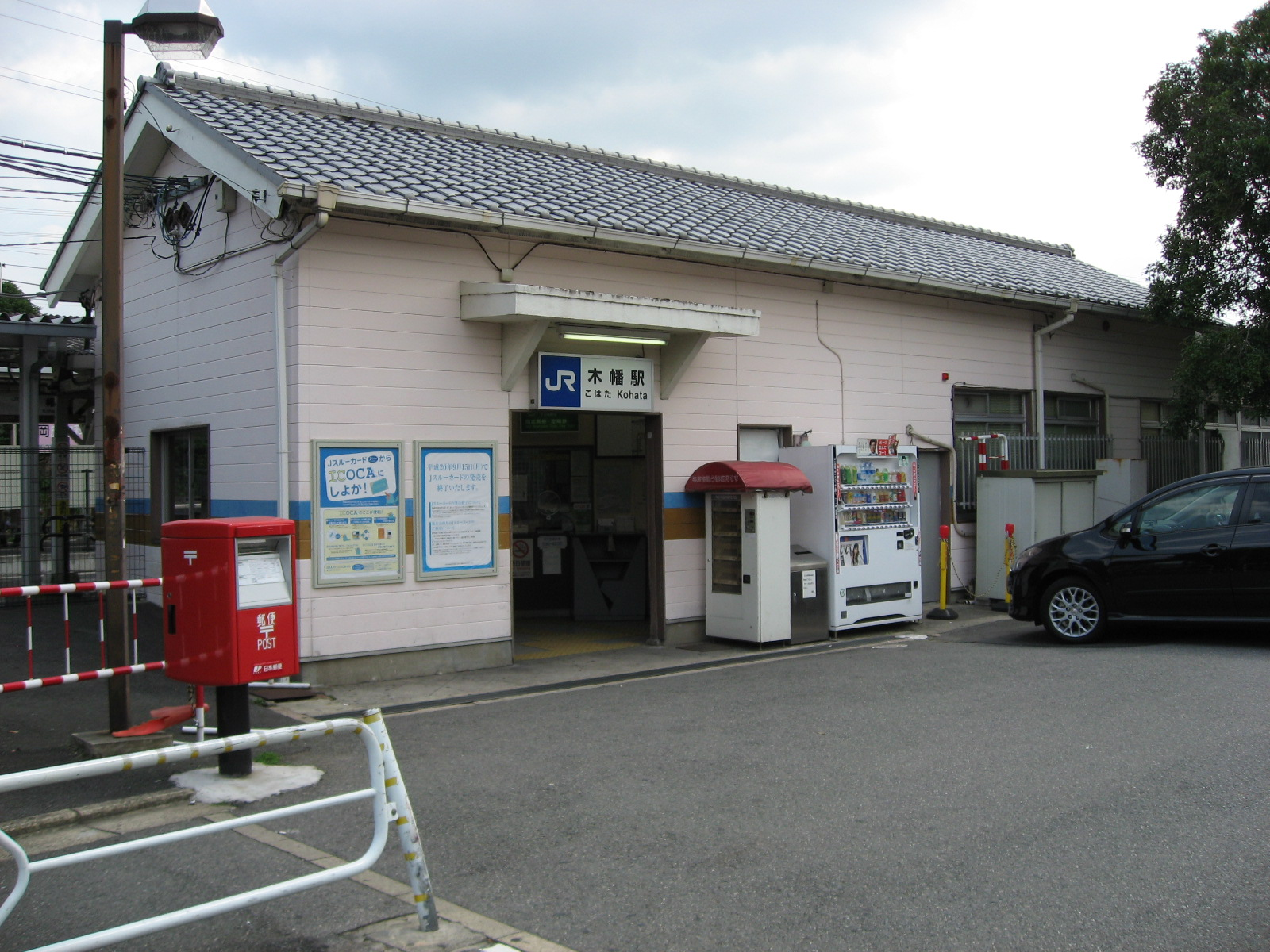
木幡車站
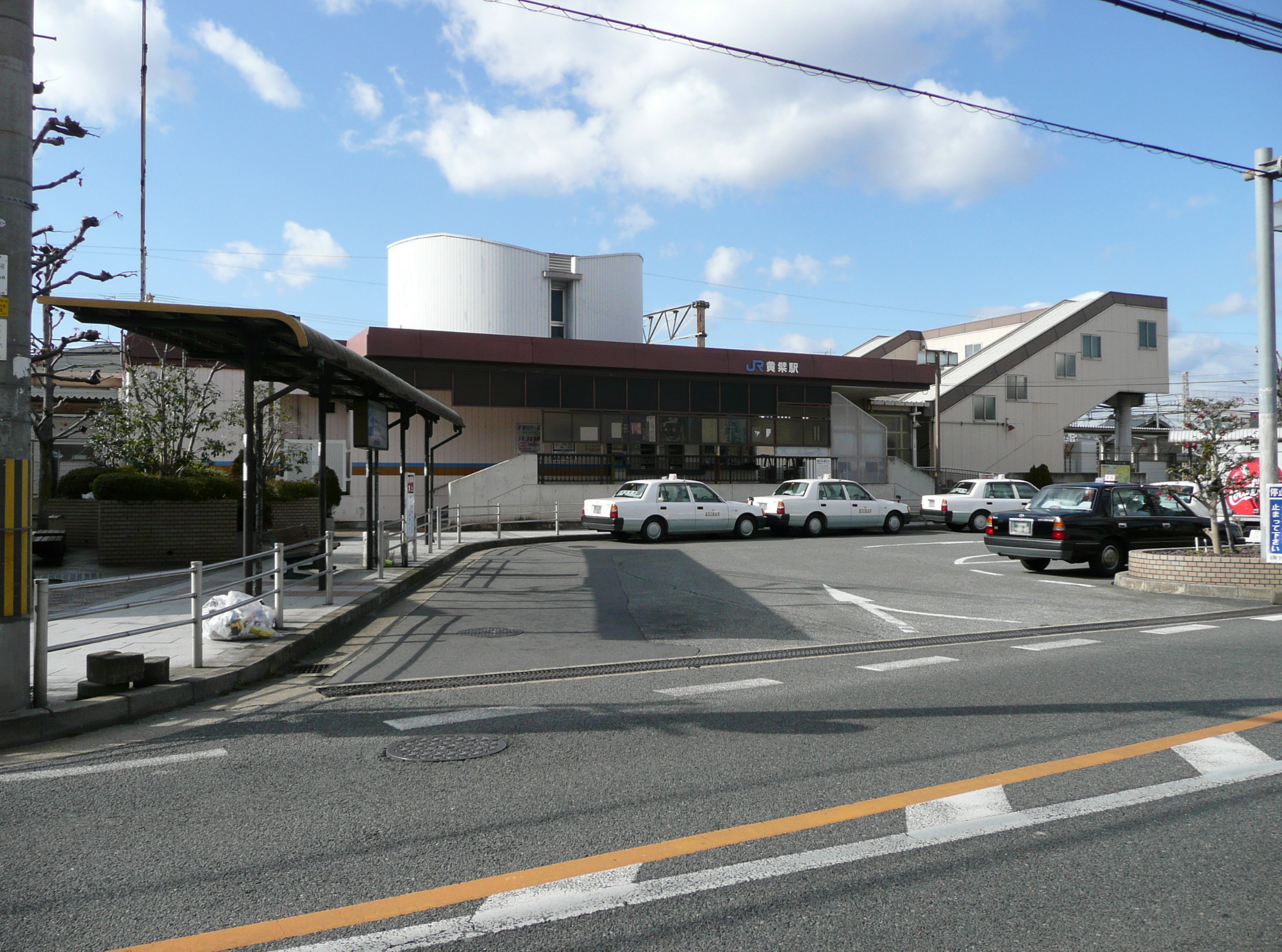
黃檗車站
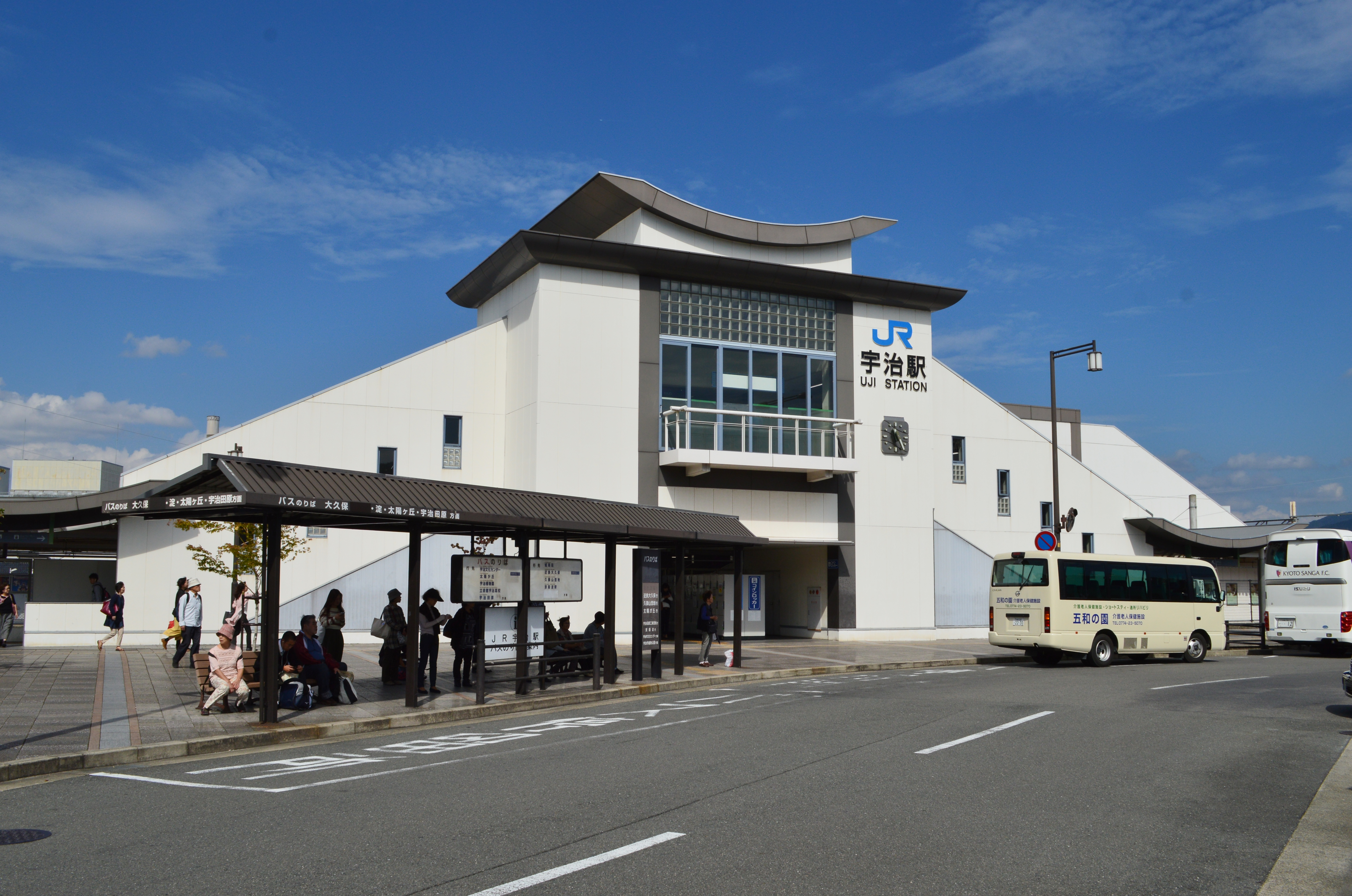
宇治車站
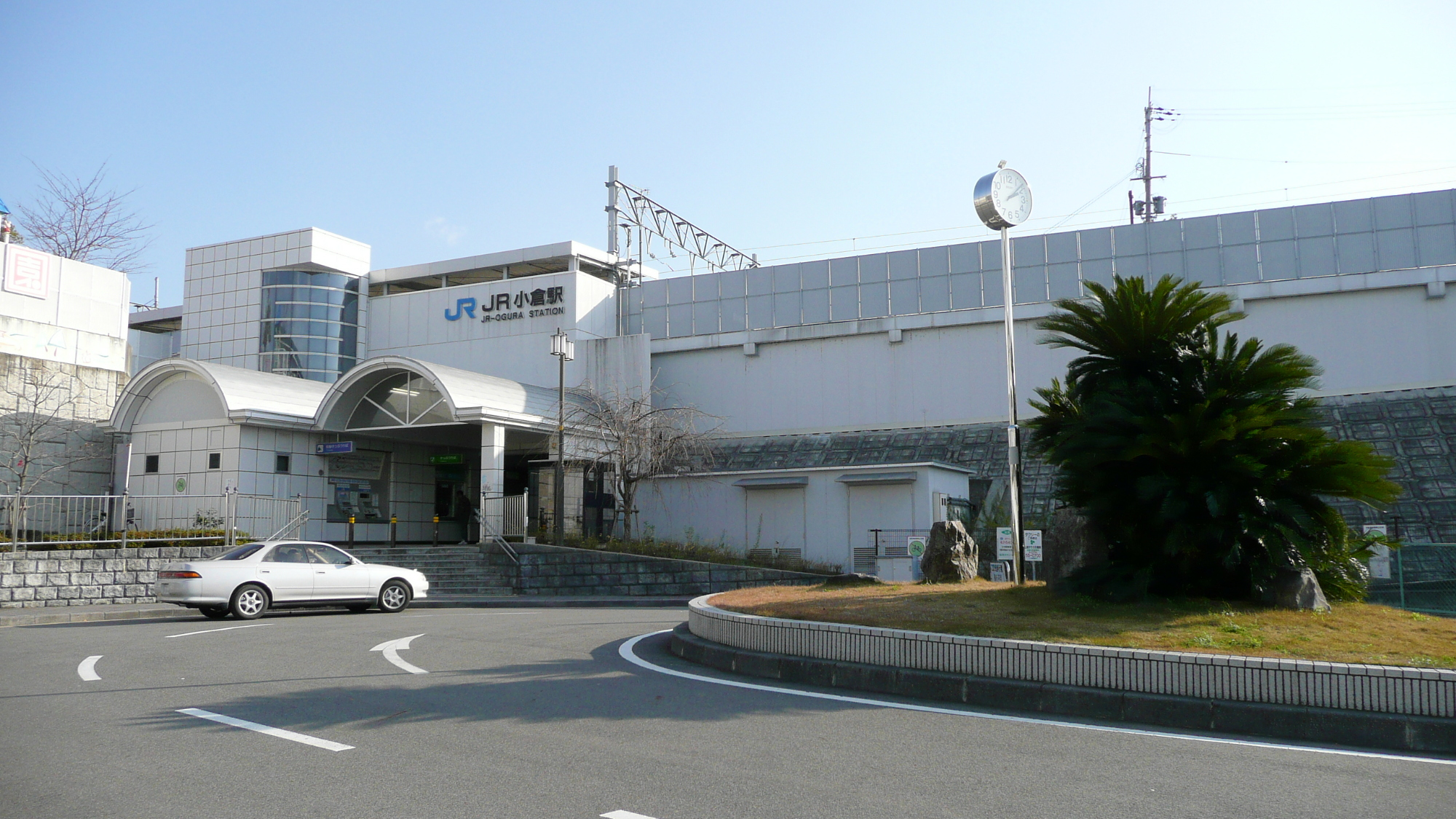
JR小倉車站
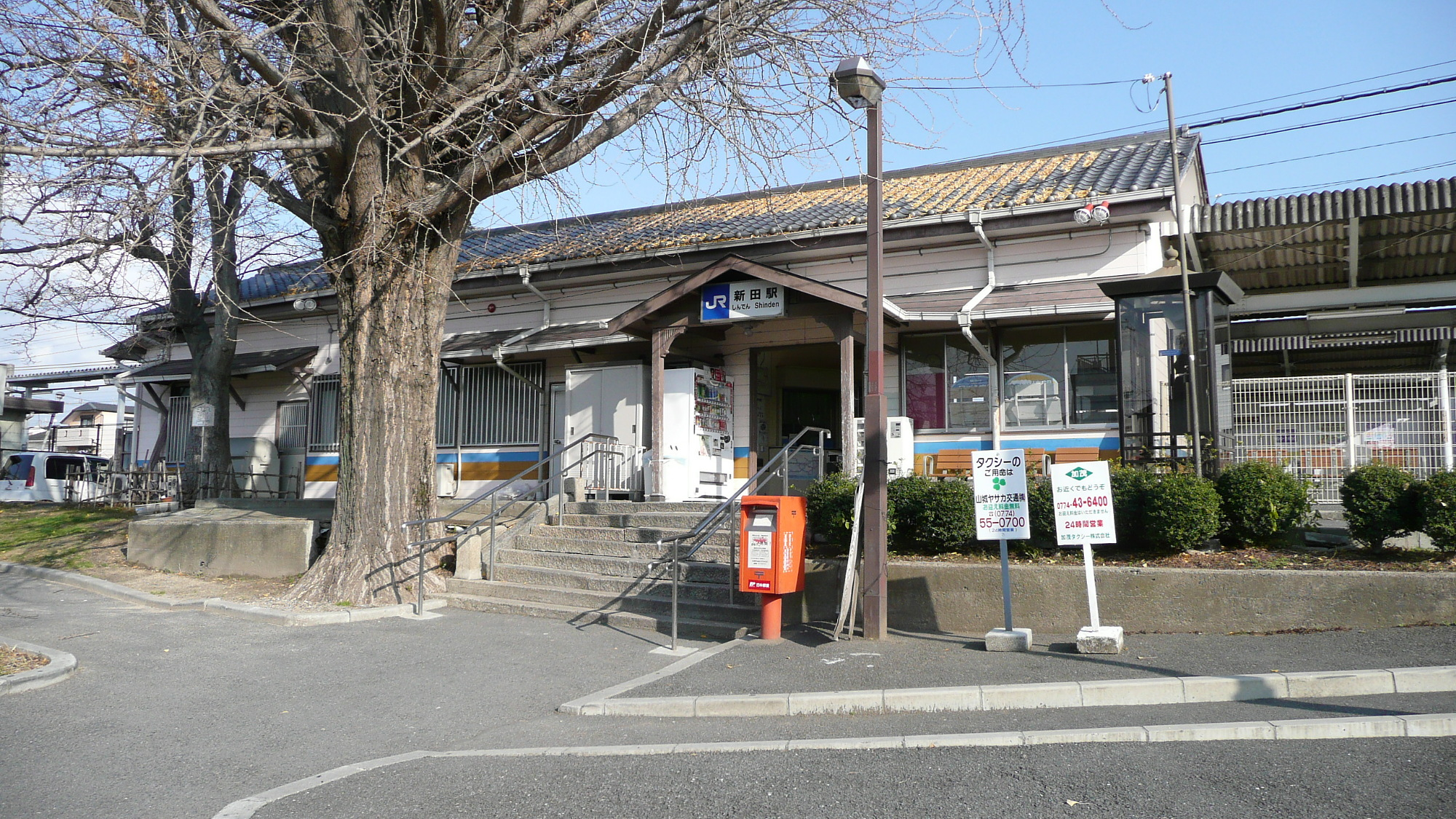
新田車站

- 京都市營地下鐵
  - 東西線：（京都市） - 六地藏車站
- 京阪電氣鐵道
  - 宇治線：（京都市） - 木幡車站 - 黃檗車站 - 三室戶車站 - 宇治車站

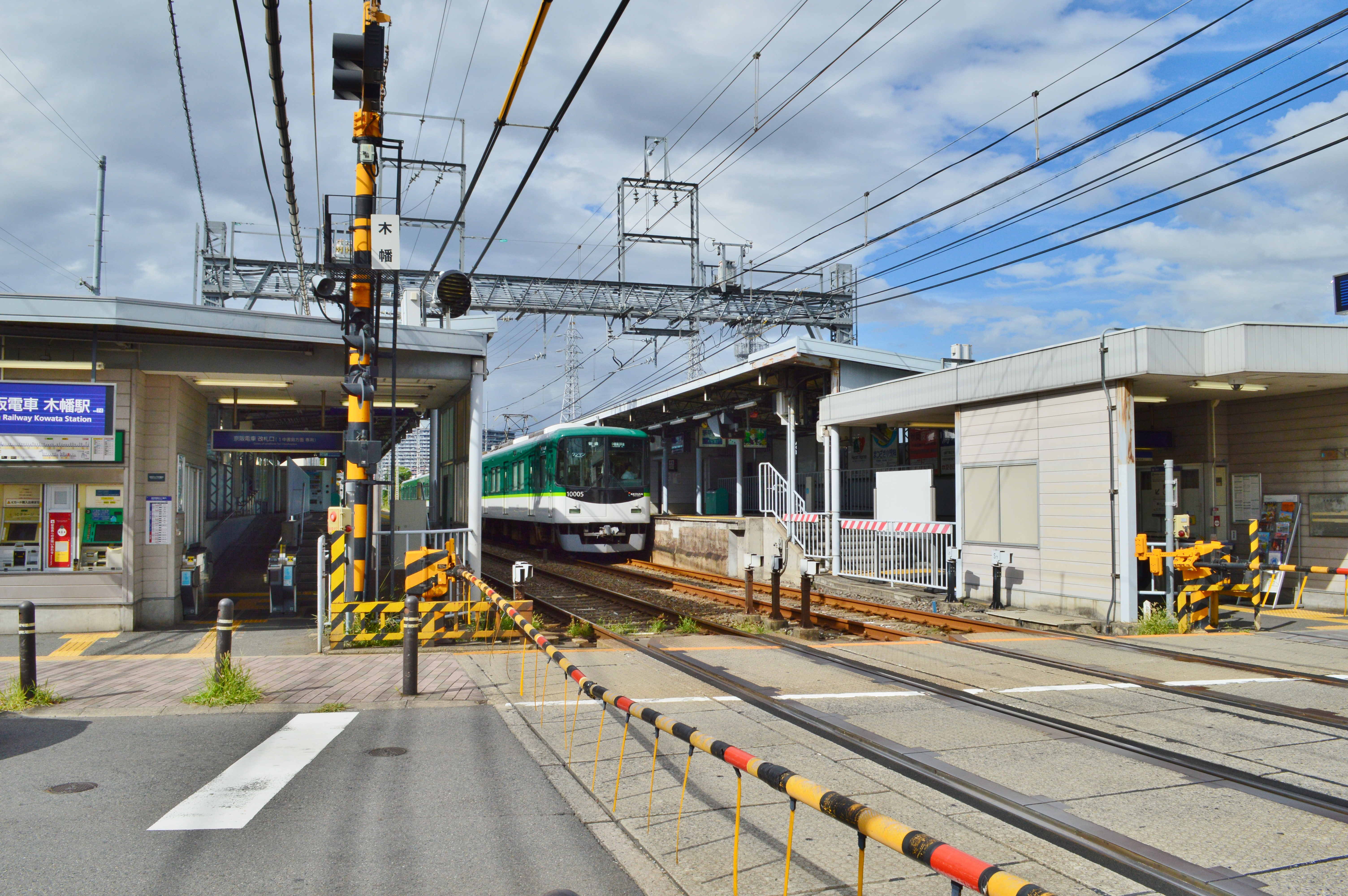
京阪木幡車站
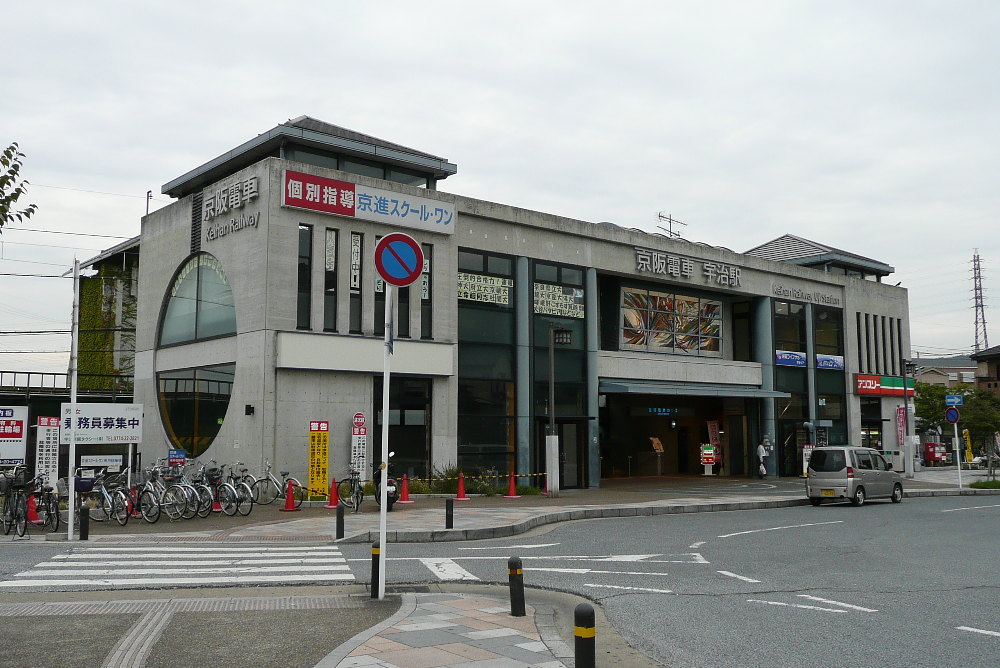
京阪宇治車站

- 近畿日本鐵道
  - 京都線：（京都市） - 小倉車站 - 伊勢田車站 - 大久保車站 - （城陽市→）

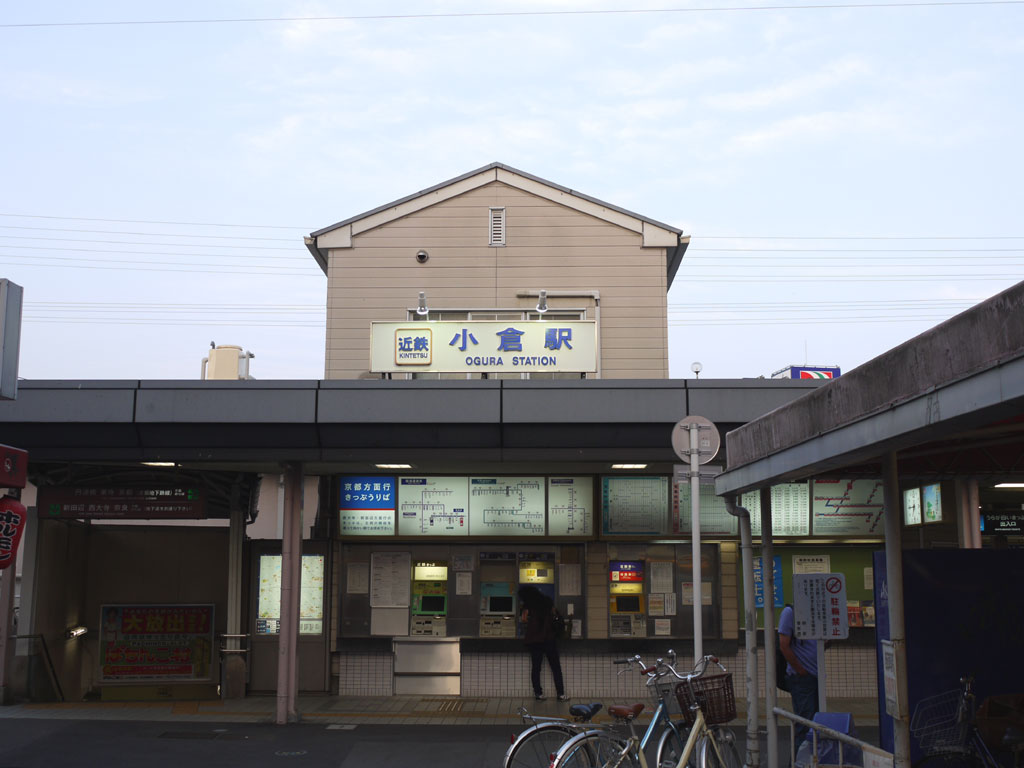
小倉車站
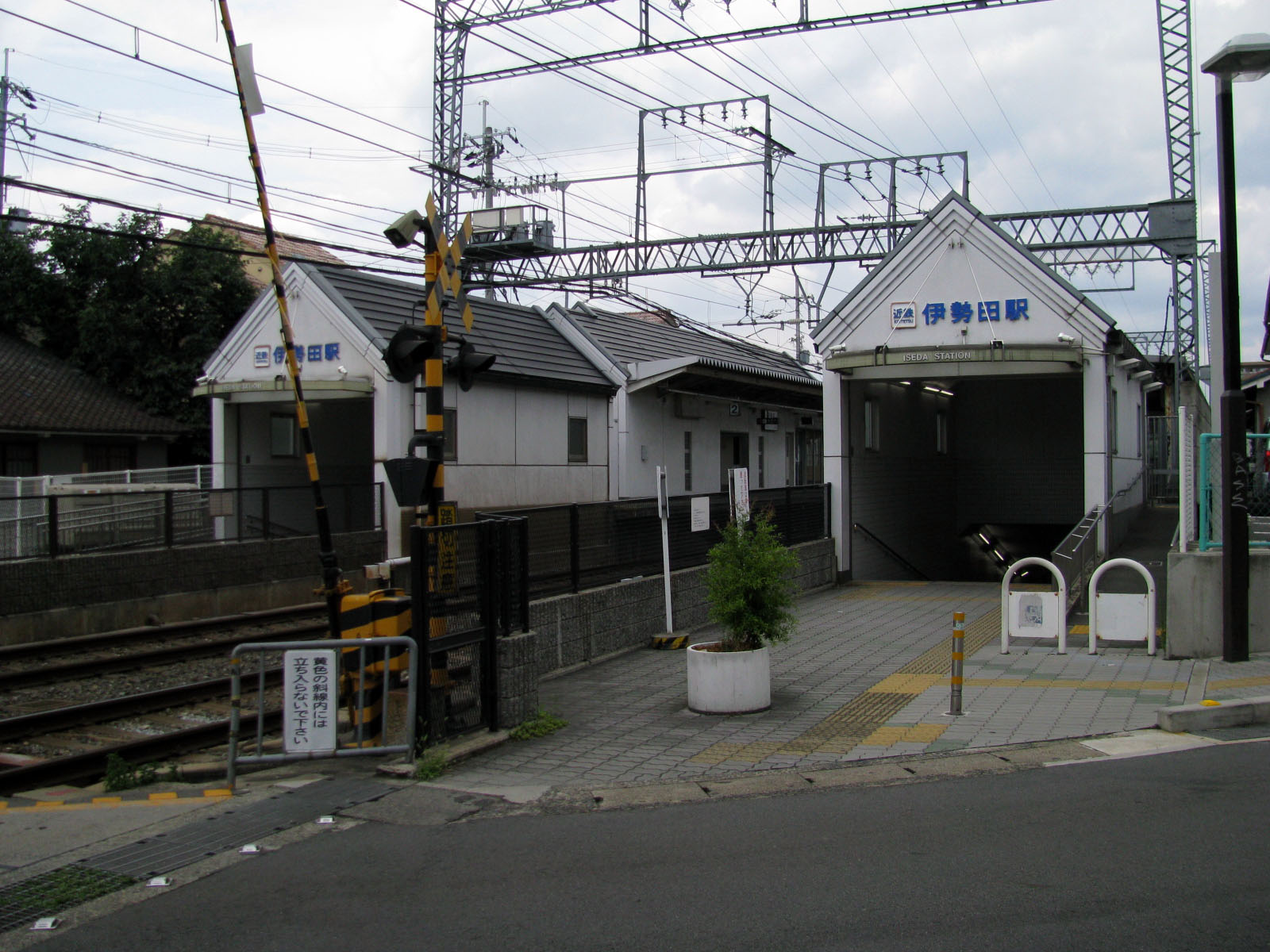
伊勢田車站
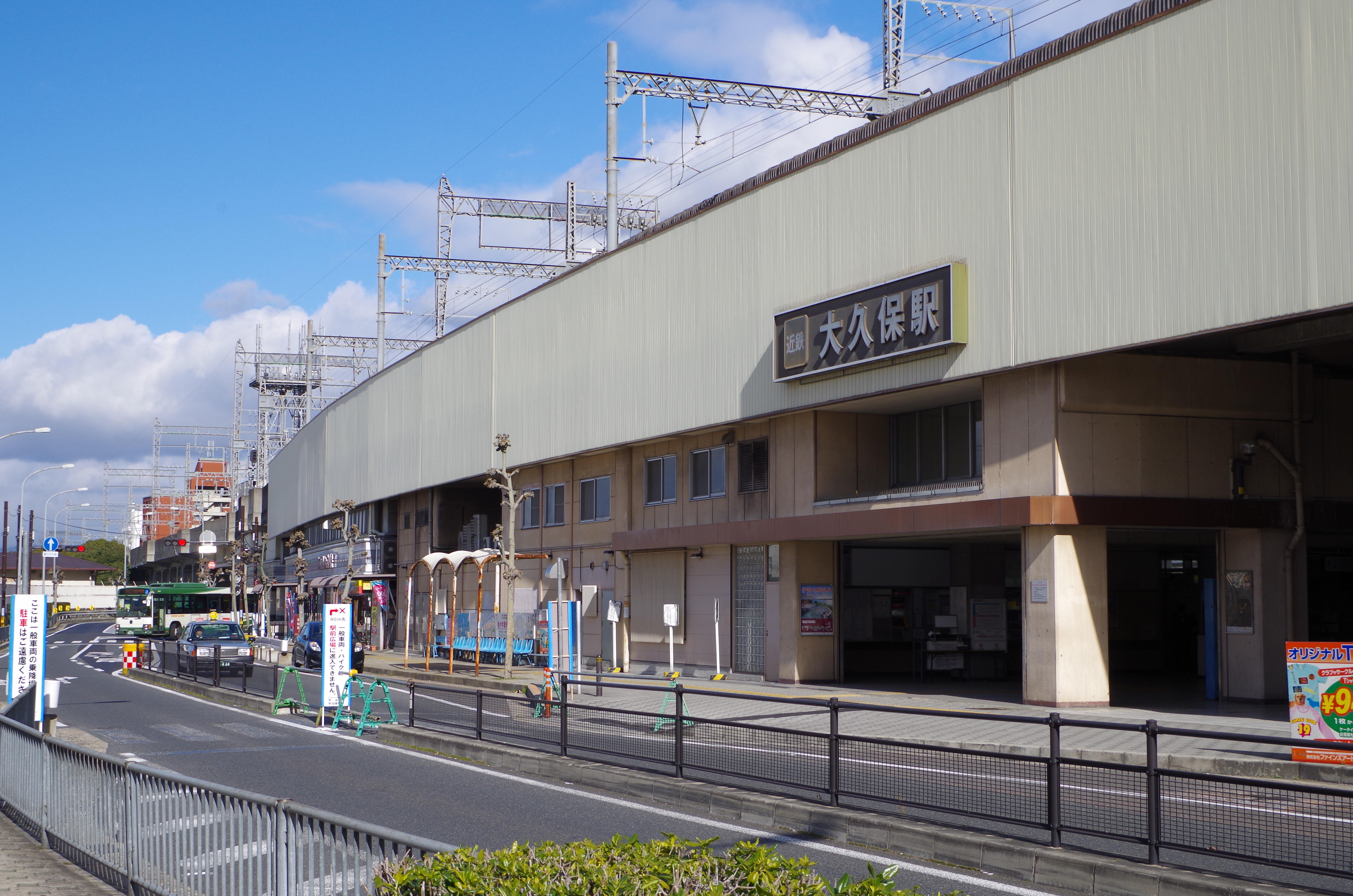
大久保車站

## 觀光資源

### 古蹟
寺院
- 平等院 - 古京都遺址範圍
- 萬福寺 - 位於北部黄檗
- 恵心院
- 興聖寺
- 橋寺放生院
- 三室戸寺
- 地蔵院

神社
- 宇治上神社
- 旦椋神社
- 縣神社
- 宇治神社
- 橋姫神社
- 末多武利神社
- 嚴島神社（宇治市）
- 彼方神社
- 蛭子嶋神社
- 巨椋神社
- 龍神總宮社
- 許波多神社
- 白山神社 (宇治市)

### 景點
地點
- 宇治公園 - 塔之島、桔島、喜撰橋、桔橋、朝霧橋、中島橋

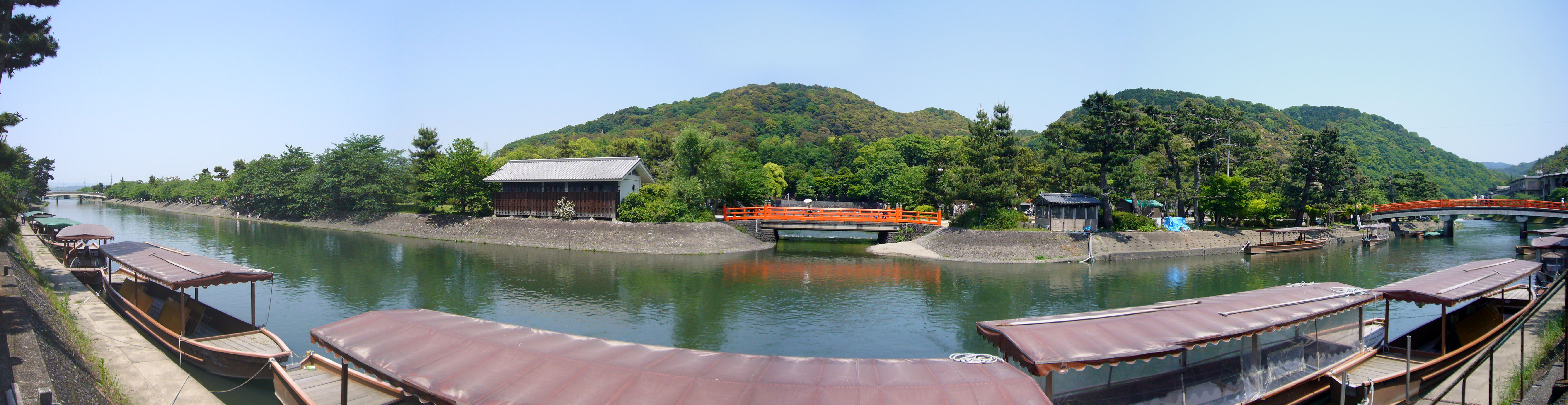
流經宇治市區的宇治川

- 宇治川
  - 天瀨水壩
  - 天瀨吊橋
- 大吉山展望台
- 紅葉谷

博物館
- 宇治市源氏物語博物館
- 宇治市歷史資料館
- 朝日燒窯藝資料館
- 炭山工藝資料館
- 對鳯庵
- 三休庵宇治茶資料館
- 上林春松本店
- 福壽園宇治茶工房
- 伊藤久右衛門本店
- 任天堂資料館 - 將於2024年開幕[6]

## 外部連結
- （日語） 宇治市的Facebook專頁
- （日語） YouTube上的宇治市頻道
- （日語） 宇治市觀光協會 （页面存档备份，存于）
  - （简体中文） 宇治市觀光協會 （页面存档备份，存于）
  - （繁體中文） 宇治市觀光協會 （页面存档备份，存于）